# Strada europea E612
La strada europea E612 è una strada di classe B che collega Ivrea a Torino. Come si evince dalla numerazione, si tratta di una strada di classe B posta nell'area delimitata a nord dalla E60, a sud dalla E70, ad ovest dalla E15 e ad est dalla E25.
Il suo percorso coincide completamente con il tracciato della A5 nel tratto compreso tra le due città.

## Percorso
| E612 IVREA-TORINO |                       |                  |
| Tipologia         | Tratto                | Interconnessioni |
| autostrada        | Torino - Aosta        | E25              |
| autostrada        | Tangenziale di Torino | E70, E64, E717   |